# Neolarra rozeni
Neolarra rozeni är en biart som beskrevs av Shanks 1978. Neolarra rozeni ingår i släktet Neolarra och familjen långtungebin. Inga underarter finns listade i Catalogue of Life.